# EHF Champions League der Männer 2022/23
Die EHF Champions League der Männer 2022/23 war die 63. Austragung der EHF Champions League der Männer. An ihr nahmen 16 Vereinsmannschaften teil. Veranstalter war die Europäische Handballföderation (EHF), Namenssponsor ist die Machineseeker Group. Der SC Magdeburg gewann den Wettbewerb.

## Mannschaften
Die Startberechtigung für die EHF Champions League resultiert aus den nationalen Meisterschaften. Für die deutsche Handball-Bundesliga stehen zwei Startplätze, für acht weitere Verbände steht jeweils ein Platz fest. Sechs Startplätze werden per Wildcard an Vereine vergeben, die für die EHF European League 2022/23 qualifiziert sind und sich für einen Start in der Champions League bewerben.
Als erster Teilnehmer stand der spanische Verein FC Barcelona als Meister der spanischen Liga fest. Paris Saint-Germain, Dinamo Bukarest und KS Łomża Kielce, der SC Magdeburg, Pick Szeged, GOG und FC Porto folgten als nationale Meister. RK Vardar Skopje, das als nordmazedonischer Meister ein Startrecht hätte, wurde durch das Exekutivkomitee der Europäischen Handballföderation nicht zum Wettbewerb zugelassen, da der Verein seine Vertragsspieler nicht regelmäßig bezahlte und damit die Kriterien der EHF nicht erfüllte. Der zweite Platz für die deutsche Liga ging an den THW Kiel.
Zu diesen Vereinen sollten sechs per Wildcard ermittelte Teams kommen, wegen der Nichtteilnahme des Teams aus Skopje erhielten sieben Teams eine Wildcard: RK Celje, HBC Nantes, Telekom Veszprém, Elverum Håndball, RK PPD Zagreb, Aalborg Håndbold und Wisła Płock. Interesse an einer Wildcard hatten auch die Vereine BM Granollers, Sporting Lissabon, CS Minaur Baia Mare, Kadetten Schaffhausen, Ystads IF und HK Motor Saporischschja angemeldet, sie blieben jedoch unberücksichtigt.

## Turnierverlauf

### Gruppenphase
In der Gruppenphase spielen die Teams in zwei Gruppen zu je acht Teams Jeder gegen Jeden in Hin- und Rückspielen. Die Gruppen wurden am 1. Juli 2022 in Wien ausgelost.
Die Spiele der Gruppenphase wurden vom 14. September 2022 bis zum 2. März 2023 ausgetragen.

#### Gruppe A
| Pl. | Verein              | Sp. | S  | U | N  | Tore      | Diff. | Punkte  |
| --- | ------------------- | --- | -- | - | -- | --------- | ----- | ------- |
| 1.  | Paris Saint-Germain | 14  | 12 | 0 | 2  | 0492:4390 | +53   | 024:40  |
| 2.  | SC Magdeburg        | 14  | 9  | 2 | 3  | 0453:4190 | +34   | 020:80  |
| 3.  | Telekom Veszprém    | 14  | 8  | 2 | 4  | 0449:4290 | +20   | 018:100 |
| 4.  | GOG                 | 14  | 7  | 1 | 6  | 0459:4540 | +5    | 015:130 |
| 5.  | CS Dinamo Bukarest  | 14  | 5  | 3 | 6  | 0416:4290 | −13   | 013:150 |
| 6.  | Orlen Wisła Płock   | 14  | 4  | 1 | 9  | 0374:4120 | −38   | 09:190  |
| 7.  | HC PPD Zagreb       | 14  | 3  | 2 | 9  | 0390:4200 | −30   | 08:200  |
| 8.  | FC Porto            | 14  | 2  | 1 | 11 | 0407:4380 | −31   | 05:230  |

| Mi., 14. September 2022 20:45 Uhr | HC PPD Zagreb                     | 27:31   | GOG                                    | Arena Zagreb, Zagreb Zuschauer: 450 Schiedsrichter: Brunner, Salah |
| Mi., 14. September 2022 20:45 Uhr | meiste Tore: Čupić, Leimeter je 5 | (12:18) | meiste Tore: Tollbring, Jørgensen je 5 | Arena Zagreb, Zagreb Zuschauer: 450 Schiedsrichter: Brunner, Salah |
| Mi., 14. September 2022 20:45 Uhr | Bericht                           |         |                                        | Arena Zagreb, Zagreb Zuschauer: 450 Schiedsrichter: Brunner, Salah |

| Do., 15. September 2022 18:45 Uhr | Telekom Veszprém              | 36:34   | Paris Saint-Germain       | Veszprém Aréna, Veszprém Zuschauer: 5.140 Schiedsrichter: Marín, García |
| Do., 15. September 2022 18:45 Uhr | meiste Tore: Lauge Schmidt 11 | (17:17) | meiste Tore: Krištopāns 7 | Veszprém Aréna, Veszprém Zuschauer: 5.140 Schiedsrichter: Marín, García |
| Do., 15. September 2022 18:45 Uhr | Bericht                       |         |                           | Veszprém Aréna, Veszprém Zuschauer: 5.140 Schiedsrichter: Marín, García |

| Do., 15. September 2022 18:45 Uhr | CS Dinamo Bukarest   | 28:30   | SC Magdeburg             | Sala Polivalentă, Bukarest Zuschauer: 3.500 Schiedsrichter: Santos, Fonseca |
| Do., 15. September 2022 18:45 Uhr | meiste Tore: Kuduz 6 | (16:16) | meiste Tore: Magnússon 6 | Sala Polivalentă, Bukarest Zuschauer: 3.500 Schiedsrichter: Santos, Fonseca |
| Do., 15. September 2022 18:45 Uhr | Bericht              |         |                          | Sala Polivalentă, Bukarest Zuschauer: 3.500 Schiedsrichter: Santos, Fonseca |

| Do., 15. September 2022 20:45 Uhr | Orlen Wisła Płock         | 27:23   | FC Porto                | ORLEN Arena, Płock Zuschauer: 3.000 Schiedsrichter: Schulze, Tönnies |
| Do., 15. September 2022 20:45 Uhr | meiste Tore: Pérez Arce 7 | (14:10) | meiste Tore: Oliveira 5 | ORLEN Arena, Płock Zuschauer: 3.000 Schiedsrichter: Schulze, Tönnies |
| Do., 15. September 2022 20:45 Uhr | Bericht                   |         |                         | ORLEN Arena, Płock Zuschauer: 3.000 Schiedsrichter: Schulze, Tönnies |

| Mi., 21. September 2022 20:45 Uhr | Paris Saint-Germain    | 37:33   | Orlen Wisła Płock         | Stade Pierre de Coubertin, Paris Zuschauer: 2.400 Schiedsrichter: Hansen, Madsen |
| Mi., 21. September 2022 20:45 Uhr | meiste Tore: Syprzak 9 | (18:16) | meiste Tore: Kossorotow 8 | Stade Pierre de Coubertin, Paris Zuschauer: 2.400 Schiedsrichter: Hansen, Madsen |
| Mi., 21. September 2022 20:45 Uhr | Bericht                |         |                           | Stade Pierre de Coubertin, Paris Zuschauer: 2.400 Schiedsrichter: Hansen, Madsen |

| Mi., 21. September 2022 20:45 Uhr | FC Porto              | 28:35   | Telekom Veszprém       | Dragão Arena, Porto Zuschauer: 1.100 Schiedsrichter: C. Bonaventura, J. Bonaventura |
| Mi., 21. September 2022 20:45 Uhr | meiste Tore: Thurin 6 | (12:16) | meiste Tore: Nenadić 7 | Dragão Arena, Porto Zuschauer: 1.100 Schiedsrichter: C. Bonaventura, J. Bonaventura |
| Mi., 21. September 2022 20:45 Uhr | Bericht               |         |                        | Dragão Arena, Porto Zuschauer: 1.100 Schiedsrichter: C. Bonaventura, J. Bonaventura |

| Do., 22. September 2022 18:45 Uhr | GOG                    | 38:38   | CS Dinamo Bukarest      | Jyske Bank Arena, Odense Zuschauer: 3.127 Schiedsrichter: K. Gasmi, R. Gasmi |
| Do., 22. September 2022 18:45 Uhr | meiste Tore: Madsen 10 | (21:20) | meiste Tore: Akimenko 7 | Jyske Bank Arena, Odense Zuschauer: 3.127 Schiedsrichter: K. Gasmi, R. Gasmi |
| Do., 22. September 2022 18:45 Uhr | Bericht                |         |                         | Jyske Bank Arena, Odense Zuschauer: 3.127 Schiedsrichter: K. Gasmi, R. Gasmi |

| Do., 22. September 2022 20:45 Uhr | SC Magdeburg           | 35:25   | HC PPD Zagreb           | GETEC Arena, Magdeburg Zuschauer: 3.582 Schiedsrichter: Jorum, Kleven |
| Do., 22. September 2022 20:45 Uhr | meiste Tore: Hornke 11 | (17:12) | meiste Tore: Leimeter 5 | GETEC Arena, Magdeburg Zuschauer: 3.582 Schiedsrichter: Jorum, Kleven |
| Do., 22. September 2022 20:45 Uhr | Bericht                |         |                         | GETEC Arena, Magdeburg Zuschauer: 3.582 Schiedsrichter: Jorum, Kleven |

| Mi., 28. September 2022 18:45 Uhr | Telekom Veszprém               | 33:30   | CS Dinamo Bukarest                   | Veszprém Aréna, Veszprém Zuschauer: 4.100 Schiedsrichter: Brunner, Salah |
| Mi., 28. September 2022 18:45 Uhr | meiste Tore: drei Spieler je 5 | (15:17) | meiste Tore: Kašpárek, Akimenko je 7 | Veszprém Aréna, Veszprém Zuschauer: 4.100 Schiedsrichter: Brunner, Salah |
| Mi., 28. September 2022 18:45 Uhr | Bericht                        |         |                                      | Veszprém Aréna, Veszprém Zuschauer: 4.100 Schiedsrichter: Brunner, Salah |

| Mi., 28. September 2022 18:45 Uhr | HC PPD Zagreb           | 29:23   | FC Porto                       | Arena Zagreb, Zagreb Zuschauer: 1.300 Schiedsrichter: Horacek, Novotny |
| Mi., 28. September 2022 18:45 Uhr | meiste Tore: Dibirow 10 | (16:15) | meiste Tore: vier Spieler je 3 | Arena Zagreb, Zagreb Zuschauer: 1.300 Schiedsrichter: Horacek, Novotny |
| Mi., 28. September 2022 18:45 Uhr | Bericht                 |         |                                | Arena Zagreb, Zagreb Zuschauer: 1.300 Schiedsrichter: Horacek, Novotny |

| Mi., 28. September 2022 20:45 Uhr | SC Magdeburg         | 22:29   | Paris Saint-Germain            | GETEC Arena, Magdeburg Zuschauer: 6.012 Schiedsrichter: Lah, Sok |
| Mi., 28. September 2022 20:45 Uhr | meiste Tore: Weber 7 | (10:18) | meiste Tore: vier Spieler je 5 | GETEC Arena, Magdeburg Zuschauer: 6.012 Schiedsrichter: Lah, Sok |
| Mi., 28. September 2022 20:45 Uhr | Bericht              |         |                                | GETEC Arena, Magdeburg Zuschauer: 6.012 Schiedsrichter: Lah, Sok |

| Do., 29. September 2022 18:45 Uhr | Orlen Wisła Płock    | 31:27   | GOG                      | ORLEN Arena, Płock Zuschauer: 2.600 Schiedsrichter: Marin, Garcia Serradilla |
| Do., 29. September 2022 18:45 Uhr | meiste Tore: Lučin 7 | (17:14) | meiste Tore: Tollbring 7 | ORLEN Arena, Płock Zuschauer: 2.600 Schiedsrichter: Marin, Garcia Serradilla |
| Do., 29. September 2022 18:45 Uhr | Bericht              |         |                          | ORLEN Arena, Płock Zuschauer: 2.600 Schiedsrichter: Marin, Garcia Serradilla |

| Mi., 5. Oktober 2022 18:45 Uhr | CS Dinamo Bukarest       | 32:27   | FC Porto              | Sala Polivalentă, Bukarest Zuschauer: 4.000 Schiedsrichter: Hansen, Madsen |
| Mi., 5. Oktober 2022 18:45 Uhr | meiste Tore: Ali Zein 10 | (13:12) | meiste Tore: Thurin 8 | Sala Polivalentă, Bukarest Zuschauer: 4.000 Schiedsrichter: Hansen, Madsen |
| Mi., 5. Oktober 2022 18:45 Uhr | Bericht                  |         |                       | Sala Polivalentă, Bukarest Zuschauer: 4.000 Schiedsrichter: Hansen, Madsen |

| Mi., 5. Oktober 2022 20:45 Uhr | GOG                  | 30:31   | Telekom Veszprém    | Jyske Bank Arena, Odense Zuschauer: 3.120 Schiedsrichter: Mazeike, Gatelis |
| Mi., 5. Oktober 2022 20:45 Uhr | meiste Tore: Olsen 7 | (14:16) | meiste Tore: Mahé 8 | Jyske Bank Arena, Odense Zuschauer: 3.120 Schiedsrichter: Mazeike, Gatelis |
| Mi., 5. Oktober 2022 20:45 Uhr | Bericht              |         |                     | Jyske Bank Arena, Odense Zuschauer: 3.120 Schiedsrichter: Mazeike, Gatelis |

| Do., 6. Oktober 2022 18:45 Uhr | SC Magdeburg                          | 33:27   | Orlen Wisła Płock    | GETEC Arena, Magdeburg Zuschauer: 3.935 Schiedsrichter: Nikolov, Načevski |
| Do., 6. Oktober 2022 18:45 Uhr | meiste Tore: Kristjánsson, Smits je 8 | (17:16) | meiste Tore: Mihić 8 | GETEC Arena, Magdeburg Zuschauer: 3.935 Schiedsrichter: Nikolov, Načevski |
| Do., 6. Oktober 2022 18:45 Uhr | Bericht                               |         |                      | GETEC Arena, Magdeburg Zuschauer: 3.935 Schiedsrichter: Nikolov, Načevski |

| Do., 6. Oktober 2022 18:45 Uhr | Paris Saint-Germain    | 40:31   | HC PPD Zagreb                  | Stade Pierre de Coubertin, Paris Zuschauer: 1.998 Schiedsrichter: Kurtagic, Wetterwik |
| Do., 6. Oktober 2022 18:45 Uhr | meiste Tore: Syprzak 9 | (22:14) | meiste Tore: drei Spieler je 4 | Stade Pierre de Coubertin, Paris Zuschauer: 1.998 Schiedsrichter: Kurtagic, Wetterwik |
| Do., 6. Oktober 2022 18:45 Uhr | Bericht                |         |                                | Stade Pierre de Coubertin, Paris Zuschauer: 1.998 Schiedsrichter: Kurtagic, Wetterwik |

| Mi., 26. Oktober 2022 18:45 Uhr | HC PPD Zagreb          | 26:26   | Orlen Wisła Płock            | Arena Zagreb, Zagreb Zuschauer: 2.500 Schiedsrichter: Mazeika, Gatelis |
| Mi., 26. Oktober 2022 18:45 Uhr | meiste Tore: Dibirow 6 | (14:15) | meiste Tore: Serdio Guntín 6 | Arena Zagreb, Zagreb Zuschauer: 2.500 Schiedsrichter: Mazeika, Gatelis |
| Mi., 26. Oktober 2022 18:45 Uhr | Bericht                |         |                              | Arena Zagreb, Zagreb Zuschauer: 2.500 Schiedsrichter: Mazeika, Gatelis |

| Mi., 26. Oktober 2022 18:45 Uhr | CS Dinamo Bukarest      | 29:36   | Paris Saint-Germain   | Sala Polivalentă, Bukarest Zuschauer: 5.000 Schiedsrichter: Jorum, Kleven |
| Mi., 26. Oktober 2022 18:45 Uhr | meiste Tore: Akimenko 8 | (16:22) | meiste Tore: Prandi 9 | Sala Polivalentă, Bukarest Zuschauer: 5.000 Schiedsrichter: Jorum, Kleven |
| Mi., 26. Oktober 2022 18:45 Uhr | Bericht                 |         |                       | Sala Polivalentă, Bukarest Zuschauer: 5.000 Schiedsrichter: Jorum, Kleven |

| Do., 27. Oktober 2022 18:45 Uhr | Telekom Veszprém             | 35:35   | SC Magdeburg             | Veszprém Arena, Veszprém Zuschauer: 5.500 Schiedsrichter: Pavićević, Ražnatović |
| Do., 27. Oktober 2022 18:45 Uhr | meiste Tore: Lauge Schmidt 8 | (16:16) | meiste Tore: Magnússon 8 | Veszprém Arena, Veszprém Zuschauer: 5.500 Schiedsrichter: Pavićević, Ražnatović |
| Do., 27. Oktober 2022 18:45 Uhr | Bericht                      |         |                          | Veszprém Arena, Veszprém Zuschauer: 5.500 Schiedsrichter: Pavićević, Ražnatović |

| Do., 27. Oktober 2022 20:45 Uhr | FC Porto              | 26:33   | GOG                      | Dragão Arena, Porto Zuschauer: 1.218 Schiedsrichter: Erdogan, Özdeniz |
| Do., 27. Oktober 2022 20:45 Uhr | meiste Tore: Thurin 5 | (10:15) | meiste Tore: Tollbring 9 | Dragão Arena, Porto Zuschauer: 1.218 Schiedsrichter: Erdogan, Özdeniz |
| Do., 27. Oktober 2022 20:45 Uhr | Bericht               |         |                          | Dragão Arena, Porto Zuschauer: 1.218 Schiedsrichter: Erdogan, Özdeniz |

| Mi., 2. November 2022 18:45 Uhr | HC PPD Zagreb                   | 28:29   | CS Dinamo Bukarest   | Arena Zagreb, Zagreb Zuschauer: 650 Schiedsrichter: Eliasson, Palsson |
| Mi., 2. November 2022 18:45 Uhr | meiste Tore: Srna, Dibirow je 8 | (16:15) | meiste Tore: Negru 7 | Arena Zagreb, Zagreb Zuschauer: 650 Schiedsrichter: Eliasson, Palsson |
| Mi., 2. November 2022 18:45 Uhr | Bericht                         |         |                      | Arena Zagreb, Zagreb Zuschauer: 650 Schiedsrichter: Eliasson, Palsson |

| Do., 3. November 2022 18:45 Uhr | Paris Saint-Germain    | 32:30   | FC Porto              | Stade Pierre de Coubertin, Paris Zuschauer: 3.000 Schiedsrichter: A. Konjicanin, D. Konjicanin |
| Do., 3. November 2022 18:45 Uhr | meiste Tore: Prandi 11 | (17:15) | meiste Tore: Thurin 6 | Stade Pierre de Coubertin, Paris Zuschauer: 3.000 Schiedsrichter: A. Konjicanin, D. Konjicanin |
| Do., 3. November 2022 18:45 Uhr | Bericht                |         |                       | Stade Pierre de Coubertin, Paris Zuschauer: 3.000 Schiedsrichter: A. Konjicanin, D. Konjicanin |

| Do., 3. November 2022 18:45 Uhr | Orlen Wisła Płock         | 26:30   | Telekom Veszprém              | ORLEN Arena, Płock Zuschauer: 4.000 Schiedsrichter: Lah, Sok |
| Do., 3. November 2022 18:45 Uhr | meiste Tore: Pérez Arce 5 | (14:15) | meiste Tore: Lauge Schmidt 11 | ORLEN Arena, Płock Zuschauer: 4.000 Schiedsrichter: Lah, Sok |
| Do., 3. November 2022 18:45 Uhr | Bericht                   |         |                               | ORLEN Arena, Płock Zuschauer: 4.000 Schiedsrichter: Lah, Sok |

| Do., 3. November 2022 20:45 Uhr | GOG                   | 33:32   | SC Magdeburg          | Jyske Bank Arena, Odense Zuschauer: 3.378 Schiedsrichter: Kurtagic, Wetterwik |
| Do., 3. November 2022 20:45 Uhr | meiste Tore: Madsen 8 | (13:16) | meiste Tore: Smits 10 | Jyske Bank Arena, Odense Zuschauer: 3.378 Schiedsrichter: Kurtagic, Wetterwik |
| Do., 3. November 2022 20:45 Uhr | Bericht               |         |                       | Jyske Bank Arena, Odense Zuschauer: 3.378 Schiedsrichter: Kurtagic, Wetterwik |

| Mi., 23. November 2022 20:45 Uhr | Paris Saint-Germain            | 41:36   | GOG                      | Stade Pierre de Coubertin, Paris Zuschauer: 2.708 Schiedsrichter: Schulze, Tönnies |
| Mi., 23. November 2022 20:45 Uhr | meiste Tore: drei Spieler je 7 | (16:16) | meiste Tore: Jørgensen 9 | Stade Pierre de Coubertin, Paris Zuschauer: 2.708 Schiedsrichter: Schulze, Tönnies |
| Mi., 23. November 2022 20:45 Uhr | Bericht                        |         |                          | Stade Pierre de Coubertin, Paris Zuschauer: 2.708 Schiedsrichter: Schulze, Tönnies |

| Do., 24. November 2022 18:45 Uhr | Telekom Veszprém       | 32:28   | HC PPD Zagreb       | Veszprém Arena, Veszprém Zuschauer: 4.625 Schiedsrichter: Erdogan, Özdeniz |
| Do., 24. November 2022 18:45 Uhr | meiste Tore: Nenadić 6 | (16:15) | meiste Tore: Musa 6 | Veszprém Arena, Veszprém Zuschauer: 4.625 Schiedsrichter: Erdogan, Özdeniz |
| Do., 24. November 2022 18:45 Uhr | Bericht                |         |                     | Veszprém Arena, Veszprém Zuschauer: 4.625 Schiedsrichter: Erdogan, Özdeniz |

| Do., 24. November 2022 18:45 Uhr | CS Dinamo Bukarest   | 32:27   | Orlen Wisła Płock    | Sala Polivalentă, Bukarest Zuschauer: 3.500 Schiedsrichter: Horváth, Marton |
| Do., 24. November 2022 18:45 Uhr | meiste Tore: Kukić 7 | (15:14) | meiste Tore: Lučin 8 | Sala Polivalentă, Bukarest Zuschauer: 3.500 Schiedsrichter: Horváth, Marton |
| Do., 24. November 2022 18:45 Uhr | Bericht              |         |                      | Sala Polivalentă, Bukarest Zuschauer: 3.500 Schiedsrichter: Horváth, Marton |

| Do., 24. November 2022 20:45 Uhr | SC Magdeburg                         | 41:36   | FC Porto                | GETEC Arena, Magdeburg Zuschauer: 4.312 Schiedsrichter: Brkić, Jusufhodžić |
| Do., 24. November 2022 20:45 Uhr | meiste Tore: Musche, Magnússon je 10 | (22:17) | meiste Tore: Iturriza 7 | GETEC Arena, Magdeburg Zuschauer: 4.312 Schiedsrichter: Brkić, Jusufhodžić |
| Do., 24. November 2022 20:45 Uhr | Bericht                              |         |                         | GETEC Arena, Magdeburg Zuschauer: 4.312 Schiedsrichter: Brkić, Jusufhodžić |

| Mi., 30. November 2022 20:45 Uhr | HC PPD Zagreb          | 29:26   | Telekom Veszprém                | Arena Zagreb, Zagreb Zuschauer: 1.300 Schiedsrichter: Kirkholm Madsen, Mortensen |
| Mi., 30. November 2022 20:45 Uhr | meiste Tore: Sirotic 6 | (12:14) | meiste Tore: Omar, Nilsson je 7 | Arena Zagreb, Zagreb Zuschauer: 1.300 Schiedsrichter: Kirkholm Madsen, Mortensen |
| Mi., 30. November 2022 20:45 Uhr | Bericht                |         |                                 | Arena Zagreb, Zagreb Zuschauer: 1.300 Schiedsrichter: Kirkholm Madsen, Mortensen |

| Mi., 30. November 2022 20:45 Uhr | GOG                   | 35:40   | Paris Saint-Germain     | Jyske Bank Arena, Odense Zuschauer: 3.952 Schiedsrichter: Santos, Fonseca |
| Mi., 30. November 2022 20:45 Uhr | meiste Tore: Olsen 12 | (19:22) | meiste Tore: Syprzak 10 | Jyske Bank Arena, Odense Zuschauer: 3.952 Schiedsrichter: Santos, Fonseca |
| Mi., 30. November 2022 20:45 Uhr | Bericht               |         |                         | Jyske Bank Arena, Odense Zuschauer: 3.952 Schiedsrichter: Santos, Fonseca |

| Do., 1. Dezember 2022 18:45 Uhr | Orlen Wisła Płock     | 26:28   | CS Dinamo Bukarest                 | ORLEN Arena, Płock Zuschauer: 2.350 Schiedsrichter: Horacek, Novotny |
| Do., 1. Dezember 2022 18:45 Uhr | meiste Tore: Lučin 10 | (12:12) | meiste Tore: Shebib, Ali Zein je 5 | ORLEN Arena, Płock Zuschauer: 2.350 Schiedsrichter: Horacek, Novotny |
| Do., 1. Dezember 2022 18:45 Uhr | Bericht               |         |                                    | ORLEN Arena, Płock Zuschauer: 2.350 Schiedsrichter: Horacek, Novotny |

| Do., 1. Dezember 2022 20:45 Uhr | FC Porto                | 31:31   | SC Magdeburg             | Dragão Arena, Porto Zuschauer: 1.011 Schiedsrichter: Marin, Garcia Serradilla |
| Do., 1. Dezember 2022 20:45 Uhr | meiste Tore: Iturriza 7 | (12:16) | meiste Tore: Magnússon 7 | Dragão Arena, Porto Zuschauer: 1.011 Schiedsrichter: Marin, Garcia Serradilla |
| Do., 1. Dezember 2022 20:45 Uhr | Bericht                 |         |                          | Dragão Arena, Porto Zuschauer: 1.011 Schiedsrichter: Marin, Garcia Serradilla |

| Mi., 7. Dezember 2022 20:45 Uhr | SC Magdeburg              | 36:34   | GOG                    | GETEC Arena, Magdeburg Zuschauer: 3.984 Schiedsrichter: Biro, Kiss |
| Mi., 7. Dezember 2022 20:45 Uhr | meiste Tore: Magnússon 11 | (21:18) | meiste Tore: Madsen 10 | GETEC Arena, Magdeburg Zuschauer: 3.984 Schiedsrichter: Biro, Kiss |
| Mi., 7. Dezember 2022 20:45 Uhr | Bericht                   |         |                        | GETEC Arena, Magdeburg Zuschauer: 3.984 Schiedsrichter: Biro, Kiss |

| Mi., 7. Dezember 2022 20:45 Uhr | FC Porto                | 33:35   | Paris Saint-Germain    | Dragão Arena, Porto Zuschauer: 1.407 Schiedsrichter: Merz, Kuttler |
| Mi., 7. Dezember 2022 20:45 Uhr | meiste Tore: Iturriza 8 | (17:16) | meiste Tore: Syprzak 9 | Dragão Arena, Porto Zuschauer: 1.407 Schiedsrichter: Merz, Kuttler |
| Mi., 7. Dezember 2022 20:45 Uhr | Bericht                 |         |                        | Dragão Arena, Porto Zuschauer: 1.407 Schiedsrichter: Merz, Kuttler |

| Do., 8. Dezember 2022 18:45 Uhr | Telekom Veszprém       | 32:22  | Orlen Wisła Płock         | Veszprém Arena, Veszprém Zuschauer: 5.019 Schiedsrichter: Jorum, Kleven |
| Do., 8. Dezember 2022 18:45 Uhr | meiste Tore: Nenadić 9 | (17:9) | meiste Tore: Kossorotow 7 | Veszprém Arena, Veszprém Zuschauer: 5.019 Schiedsrichter: Jorum, Kleven |
| Do., 8. Dezember 2022 18:45 Uhr | Bericht                |        |                           | Veszprém Arena, Veszprém Zuschauer: 5.019 Schiedsrichter: Jorum, Kleven |

| Do., 8. Dezember 2022 18:45 Uhr | CS Dinamo Bukarest      | 27:27   | HC PPD Zagreb          | Sala Polivalentă, Bukarest Zuschauer: 3.229 Schiedsrichter: Nikolov, Načevski |
| Do., 8. Dezember 2022 18:45 Uhr | meiste Tore: Akimenko 6 | (14:13) | meiste Tore: Dibirow 7 | Sala Polivalentă, Bukarest Zuschauer: 3.229 Schiedsrichter: Nikolov, Načevski |
| Do., 8. Dezember 2022 18:45 Uhr | Bericht                 |         |                        | Sala Polivalentă, Bukarest Zuschauer: 3.229 Schiedsrichter: Nikolov, Načevski |

| Mi., 14. Dezember 2022 18:45 Uhr | Paris Saint-Germain       | 33:37   | SC Magdeburg              | Stade Pierre de Coubertin, Paris Zuschauer: 1.327 Schiedsrichter: Horacek, Novotny |
| Mi., 14. Dezember 2022 18:45 Uhr | meiste Tore: Krištopāns 7 | (19:15) | meiste Tore: Magnússon 12 | Stade Pierre de Coubertin, Paris Zuschauer: 1.327 Schiedsrichter: Horacek, Novotny |
| Mi., 14. Dezember 2022 18:45 Uhr | Bericht                   |         |                           | Stade Pierre de Coubertin, Paris Zuschauer: 1.327 Schiedsrichter: Horacek, Novotny |

| Mi., 14. Dezember 2022 20:45 Uhr | GOG                   | 34:33   | FC Porto                 | Jyske Bank Arena, Odense Zuschauer: 3.037 Schiedsrichter: Lah, Sok |
| Mi., 14. Dezember 2022 20:45 Uhr | meiste Tore: Olsen 10 | (15:13) | meiste Tore: Fernandes 6 | Jyske Bank Arena, Odense Zuschauer: 3.037 Schiedsrichter: Lah, Sok |
| Mi., 14. Dezember 2022 20:45 Uhr | Bericht               |         |                          | Jyske Bank Arena, Odense Zuschauer: 3.037 Schiedsrichter: Lah, Sok |

| Do., 15. Dezember 2022 18:45 Uhr | CS Dinamo Bukarest      | 31:31   | Telekom Veszprém                    | Sala Polivalentă, Bukarest Zuschauer: 3.700 Schiedsrichter: Marin, Garcia Serradille |
| Do., 15. Dezember 2022 18:45 Uhr | meiste Tore: Akimenko 7 | (13:16) | meiste Tore: Nenadić, Wajlupau je 7 | Sala Polivalentă, Bukarest Zuschauer: 3.700 Schiedsrichter: Marin, Garcia Serradille |
| Do., 15. Dezember 2022 18:45 Uhr | Bericht                 |         |                                     | Sala Polivalentă, Bukarest Zuschauer: 3.700 Schiedsrichter: Marin, Garcia Serradille |

| Do., 15. Dezember 2022 20:45 Uhr | Orlen Wisła Płock     | 26:30   | HC PPD Zagreb                  | ORLEN Arena, Płock Zuschauer: 2.100 Schiedsrichter: Baumgart, Wild |
| Do., 15. Dezember 2022 20:45 Uhr | meiste Tore: Daszek 8 | (13:14) | meiste Tore: vier Spieler je 4 | ORLEN Arena, Płock Zuschauer: 2.100 Schiedsrichter: Baumgart, Wild |
| Do., 15. Dezember 2022 20:45 Uhr | Bericht               |         |                                | ORLEN Arena, Płock Zuschauer: 2.100 Schiedsrichter: Baumgart, Wild |

| Mi., 8. Februar 2023 18:45 Uhr | Telekom Veszprém       | 36:37   | GOG                                 | Veszprém Arena, Veszprém Zuschauer: 5.000 Schiedsrichter: D. Accoto Martins, R. Accoto Martins |
| Mi., 8. Februar 2023 18:45 Uhr | meiste Tore: Nenadić 8 | (21:19) | meiste Tore: Tollbring, Madsen je 8 | Veszprém Arena, Veszprém Zuschauer: 5.000 Schiedsrichter: D. Accoto Martins, R. Accoto Martins |
| Mi., 8. Februar 2023 18:45 Uhr | Bericht                |         |                                     | Veszprém Arena, Veszprém Zuschauer: 5.000 Schiedsrichter: D. Accoto Martins, R. Accoto Martins |

| Mi., 8. Februar 2023 18:45 Uhr | HC PPD Zagreb           | 30:33   | Paris Saint-Germain  | Arena Zagreb, Zagreb Zuschauer: 5.300 Schiedsrichter: Jorum, Kleven |
| Mi., 8. Februar 2023 18:45 Uhr | meiste Tore: Dibirow 10 | (14:17) | meiste Tore: Solé 12 | Arena Zagreb, Zagreb Zuschauer: 5.300 Schiedsrichter: Jorum, Kleven |
| Mi., 8. Februar 2023 18:45 Uhr | Bericht                 |         |                      | Arena Zagreb, Zagreb Zuschauer: 5.300 Schiedsrichter: Jorum, Kleven |

| Mi., 8. Februar 2023 20:45 Uhr | FC Porto                       | 32:23   | CS Dinamo Bukarest                | Dragão Arena, Porto Zuschauer: 1.124 Schiedsrichter: Pavićević, Ražnatović |
| Mi., 8. Februar 2023 20:45 Uhr | meiste Tore: Læsø, Thurin je 7 | (14:13) | meiste Tore: Kuduz, Akimenko je 6 | Dragão Arena, Porto Zuschauer: 1.124 Schiedsrichter: Pavićević, Ražnatović |
| Mi., 8. Februar 2023 20:45 Uhr | Bericht                        |         |                                   | Dragão Arena, Porto Zuschauer: 1.124 Schiedsrichter: Pavićević, Ražnatović |

| Do., 9. Februar 2023 20:45 Uhr | Orlen Wisła Płock    | 25:24   | SC Magdeburg                | ORLEN Arena, Płock Zuschauer: 2.300 Schiedsrichter: Álvarez, Bustamante |
| Do., 9. Februar 2023 20:45 Uhr | meiste Tore: Lučin 6 | (14:10) | meiste Tore: Kristjánsson 7 | ORLEN Arena, Płock Zuschauer: 2.300 Schiedsrichter: Álvarez, Bustamante |
| Do., 9. Februar 2023 20:45 Uhr | Bericht              |         |                             | ORLEN Arena, Płock Zuschauer: 2.300 Schiedsrichter: Álvarez, Bustamante |

| Mi., 15. Februar 2023 20:45 Uhr | GOG                   | 31:24   | Orlen Wisła Płock    | Phønix Tag Arena, Gudme Zuschauer: 1.742 Schiedsrichter: C. Bonaventura, J. Bonaventura |
| Mi., 15. Februar 2023 20:45 Uhr | meiste Tore: Madsen 7 | (18:11) | meiste Tore: Lučin 7 | Phønix Tag Arena, Gudme Zuschauer: 1.742 Schiedsrichter: C. Bonaventura, J. Bonaventura |
| Mi., 15. Februar 2023 20:45 Uhr | Bericht               |         |                      | Phønix Tag Arena, Gudme Zuschauer: 1.742 Schiedsrichter: C. Bonaventura, J. Bonaventura |

| Do., 16. Februar 2023 20:45 Uhr | SC Magdeburg                   | 32:25   | Telekom Veszprém               | GETEC Arena, Magdeburg Zuschauer: 5.500 Schiedsrichter: Brunner, Salah |
| Do., 16. Februar 2023 20:45 Uhr | meiste Tore: Weber, Smits je 9 | (16:15) | meiste Tore: drei Spieler je 5 | GETEC Arena, Magdeburg Zuschauer: 5.500 Schiedsrichter: Brunner, Salah |
| Do., 16. Februar 2023 20:45 Uhr | Bericht                        |         |                                | GETEC Arena, Magdeburg Zuschauer: 5.500 Schiedsrichter: Brunner, Salah |

| Do., 16. Februar 2023 20:45 Uhr | Paris Saint-Germain   | 33:26   | CS Dinamo Bukarest   | Stade Pierre de Coubertin, Paris Zuschauer: 2.740 Schiedsrichter: Lah, Sok |
| Do., 16. Februar 2023 20:45 Uhr | meiste Tore: Prandi 6 | (17:14) | meiste Tore: Humet 7 | Stade Pierre de Coubertin, Paris Zuschauer: 2.740 Schiedsrichter: Lah, Sok |
| Do., 16. Februar 2023 20:45 Uhr | Bericht               |         |                      | Stade Pierre de Coubertin, Paris Zuschauer: 2.740 Schiedsrichter: Lah, Sok |

| verlegt auf So., 26. Februar 2023 18:45 Uhr | FC Porto              | 28:26   | HC PPD Zagreb           | Dragão Arena, Porto Zuschauer: 1.174 Schiedsrichter: Schulze, Tönnies |
| verlegt auf So., 26. Februar 2023 18:45 Uhr | meiste Tore: Valdés 6 | (12:11) | meiste Tore: Dibirow 10 | Dragão Arena, Porto Zuschauer: 1.174 Schiedsrichter: Schulze, Tönnies |
| verlegt auf So., 26. Februar 2023 18:45 Uhr | Bericht               |         |                         | Dragão Arena, Porto Zuschauer: 1.174 Schiedsrichter: Schulze, Tönnies |

| Mi., 22. Februar 2023 20:45 Uhr | HC PPD Zagreb        | 25:31   | SC Magdeburg         | Arena Zagreb, Zagreb Zuschauer: 2.700 Schiedsrichter: Lah, Sok |
| Mi., 22. Februar 2023 20:45 Uhr | meiste Tore: Čupić 6 | (14:16) | meiste Tore: Smits 9 | Arena Zagreb, Zagreb Zuschauer: 2.700 Schiedsrichter: Lah, Sok |
| Mi., 22. Februar 2023 20:45 Uhr | Bericht              |         |                      | Arena Zagreb, Zagreb Zuschauer: 2.700 Schiedsrichter: Lah, Sok |

| Do., 23. Februar 2023 18:45 Uhr | Telekom Veszprém         | 32:30   | FC Porto             | Veszprém Arena, Veszprém Zuschauer: 5.000 Schiedsrichter: A. Konjicanin, D. Konjicanin |
| Do., 23. Februar 2023 18:45 Uhr | meiste Tore: El-Deraa 12 | (15:14) | meiste Tore: Areia 6 | Veszprém Arena, Veszprém Zuschauer: 5.000 Schiedsrichter: A. Konjicanin, D. Konjicanin |
| Do., 23. Februar 2023 18:45 Uhr | Bericht                  |         |                      | Veszprém Arena, Veszprém Zuschauer: 5.000 Schiedsrichter: A. Konjicanin, D. Konjicanin |

| Do., 23. Februar 2023 18:45 Uhr | Orlen Wisła Płock         | 26:32   | Paris Saint-Germain    | ORLEN Arena, Płock Zuschauer: 4.500 Schiedsrichter: Pavićević, Ražnatović |
| Do., 23. Februar 2023 18:45 Uhr | meiste Tore: Schitnikow 8 | (14:15) | meiste Tore: Syprzak 6 | ORLEN Arena, Płock Zuschauer: 4.500 Schiedsrichter: Pavićević, Ražnatović |
| Do., 23. Februar 2023 18:45 Uhr | Bericht                   |         |                        | ORLEN Arena, Płock Zuschauer: 4.500 Schiedsrichter: Pavićević, Ražnatović |

| Do., 23. Februar 2023 18:45 Uhr | CS Dinamo Bukarest   | 30:27   | GOG                     | Sala Polivalentă, Bukarest Zuschauer: 4.250 Schiedsrichter: Mazeike, Gatelis |
| Do., 23. Februar 2023 18:45 Uhr | meiste Tore: Kuduz 9 | (14:13) | meiste Tore: Pedersen 6 | Sala Polivalentă, Bukarest Zuschauer: 4.250 Schiedsrichter: Mazeike, Gatelis |
| Do., 23. Februar 2023 18:45 Uhr | Bericht              |         |                         | Sala Polivalentă, Bukarest Zuschauer: 4.250 Schiedsrichter: Mazeike, Gatelis |

| Mi., 1. März 2023 20:45 Uhr | Paris Saint-Germain             | 37:35   | Telekom Veszprém         | Stade Pierre de Coubertin, Paris Zuschauer: 3.116 Schiedsrichter: Gubica, Milosević |
| Mi., 1. März 2023 20:45 Uhr | meiste Tore: Máthé, Prandi je 7 | (19:24) | meiste Tore: Pešmalbek 8 | Stade Pierre de Coubertin, Paris Zuschauer: 3.116 Schiedsrichter: Gubica, Milosević |
| Mi., 1. März 2023 20:45 Uhr | Bericht                         |         |                          | Stade Pierre de Coubertin, Paris Zuschauer: 3.116 Schiedsrichter: Gubica, Milosević |

| Mi., 1. März 2023 20:45 Uhr | GOG                                  | 33:29   | HC PPD Zagreb          | Jyske Bank Arena, Odense Zuschauer: 3.862 Schiedsrichter: Horacek, Novotny |
| Mi., 1. März 2023 20:45 Uhr | meiste Tore: Pytlick, Tollbring je 5 | (20:12) | meiste Tore: Dibirow 8 | Jyske Bank Arena, Odense Zuschauer: 3.862 Schiedsrichter: Horacek, Novotny |
| Mi., 1. März 2023 20:45 Uhr | Bericht                              |         |                        | Jyske Bank Arena, Odense Zuschauer: 3.862 Schiedsrichter: Horacek, Novotny |

| Do., 2. März 2023 20:45 Uhr | SC Magdeburg           | 34:33   | CS Dinamo Bukarest             | GETEC Arena, Magdeburg Zuschauer: 5.195 Schiedsrichter: Eliasson, Palsson |
| Do., 2. März 2023 20:45 Uhr | meiste Tore: Hornke 10 | (19:17) | meiste Tore: drei Spieler je 5 | GETEC Arena, Magdeburg Zuschauer: 5.195 Schiedsrichter: Eliasson, Palsson |
| Do., 2. März 2023 20:45 Uhr | Bericht                |         |                                | GETEC Arena, Magdeburg Zuschauer: 5.195 Schiedsrichter: Eliasson, Palsson |

| Do., 2. März 2023 20:45 Uhr | FC Porto                        | 27:28   | Orlen Wisła Płock    | Dragão Arena, Porto Zuschauer: 715 Schiedsrichter: Brunner, Salah |
| Do., 2. März 2023 20:45 Uhr | meiste Tore: Thurin, Areia je 6 | (13:15) | meiste Tore: Lučin 9 | Dragão Arena, Porto Zuschauer: 715 Schiedsrichter: Brunner, Salah |
| Do., 2. März 2023 20:45 Uhr | Bericht                         |         |                      | Dragão Arena, Porto Zuschauer: 715 Schiedsrichter: Brunner, Salah |

#### Gruppe B
| Pl. | Verein                   | Sp. | S  | U | N  | Tore      | Diff. | Punkte  |
| --- | ------------------------ | --- | -- | - | -- | --------- | ----- | ------- |
| 1.  | FC Barcelona             | 14  | 13 | 1 | 0  | 0484:4040 | +80   | 027:10  |
| 2.  | Industria Kielce1        | 14  | 11 | 0 | 3  | 0465:4270 | +38   | 022:60  |
| 3.  | HBC Nantes               | 14  | 7  | 1 | 6  | 0478:4510 | +27   | 015:130 |
| 4.  | THW Kiel                 | 14  | 6  | 3 | 5  | 0460:4400 | +20   | 015:130 |
| 5.  | Aalborg Håndbold         | 14  | 6  | 1 | 7  | 0445:4380 | +7    | 013:150 |
| 6.  | OTP Bank-Pick Szeged     | 14  | 5  | 1 | 8  | 0426:4520 | −26   | 011:170 |
| 7.  | RK Celje Pivovarna Laško | 14  | 3  | 0 | 11 | 0412:4750 | −63   | 06:220  |
| 8.  | Elverum Håndball         | 14  | 1  | 1 | 12 | 0398:4810 | −83   | 03:250  |

1Anmerkung: Bis zum 31. Dezember 2022 trat der KS Kielce als Łomża Industria Kielce an.
| Mi., 14. September 2022 18:45 Uhr | THW Kiel                | 36:26   | Elverum Håndball      | Wunderino Arena, Kiel Zuschauer: 5.021 Schiedsrichter: A. Konjicanin, D. Konjicanin |
| Mi., 14. September 2022 18:45 Uhr | meiste Tore: Reinkind 6 | (17:13) | meiste Tore: Borzaš 6 | Wunderino Arena, Kiel Zuschauer: 5.021 Schiedsrichter: A. Konjicanin, D. Konjicanin |
| Mi., 14. September 2022 18:45 Uhr | Bericht                 |         |                       | Wunderino Arena, Kiel Zuschauer: 5.021 Schiedsrichter: A. Konjicanin, D. Konjicanin |

| Mi., 14. September 2022 18:45 Uhr | OTP Bank-Pick Szeged | 28:35   | FC Barcelona                    | Pick Aréna, Szeged Zuschauer: 8.000 Schiedsrichter: Lah, Sok |
| Mi., 14. September 2022 18:45 Uhr | meiste Tore: Bodó 5  | (15:14) | meiste Tore: Mem, Fabregas je 7 | Pick Aréna, Szeged Zuschauer: 8.000 Schiedsrichter: Lah, Sok |
| Mi., 14. September 2022 18:45 Uhr | Bericht              |         |                                 | Pick Aréna, Szeged Zuschauer: 8.000 Schiedsrichter: Lah, Sok |

| Mi., 14. September 2022 20:45 Uhr | Łomża Industria Kielce         | 40:33   | HBC Nantes           | Hala Legionów, Kielce Zuschauer: 4.100 Schiedsrichter: Horacek, Novotny |
| Mi., 14. September 2022 20:45 Uhr | meiste Tore: fünf Spieler je 5 | (23:18) | meiste Tore: Minne 9 | Hala Legionów, Kielce Zuschauer: 4.100 Schiedsrichter: Horacek, Novotny |
| Mi., 14. September 2022 20:45 Uhr | Bericht                        |         |                      | Hala Legionów, Kielce Zuschauer: 4.100 Schiedsrichter: Horacek, Novotny |

| Do., 15. September 2022 18:45 Uhr | Aalborg Håndbold       | 36:32   | RK Celje Pivovarna Laško | Sparekassen Danmark Arena, Aalborg Zuschauer: 4.717 Schiedsrichter: Biro, Kiss |
| Do., 15. September 2022 18:45 Uhr | meiste Tore: Hansen 10 | (20:17) | meiste Tore: Marguč 8    | Sparekassen Danmark Arena, Aalborg Zuschauer: 4.717 Schiedsrichter: Biro, Kiss |
| Do., 15. September 2022 18:45 Uhr | Bericht                |         |                          | Sparekassen Danmark Arena, Aalborg Zuschauer: 4.717 Schiedsrichter: Biro, Kiss |

| Mi., 21. September 2022 18:45 Uhr | RK Celje Pivovarna Laško | 38:36   | THW Kiel                | Dvorana Zlatorog, Celje Zuschauer: 2.100 Schiedsrichter: Kirkholm Madsen, Mortensen |
| Mi., 21. September 2022 18:45 Uhr | meiste Tore: Vlah 10     | (17:14) | meiste Tore: Wiencek 10 | Dvorana Zlatorog, Celje Zuschauer: 2.100 Schiedsrichter: Kirkholm Madsen, Mortensen |
| Mi., 21. September 2022 18:45 Uhr | Bericht                  |         |                         | Dvorana Zlatorog, Celje Zuschauer: 2.100 Schiedsrichter: Kirkholm Madsen, Mortensen |

| Mi., 21. September 2022 18:45 Uhr | Elverum Håndball      | 25:33   | Aalborg Håndbold              | Terningen Arena, Elverum Zuschauer: 1.920 Schiedsrichter: Nikolov, Načevski |
| Mi., 21. September 2022 18:45 Uhr | meiste Tore: Nilsen 5 | (14:17) | meiste Tore: Hoxer Hangaard 7 | Terningen Arena, Elverum Zuschauer: 1.920 Schiedsrichter: Nikolov, Načevski |
| Mi., 21. September 2022 18:45 Uhr | Bericht               |         |                               | Terningen Arena, Elverum Zuschauer: 1.920 Schiedsrichter: Nikolov, Načevski |

| Do., 22. September 2022 18:45 Uhr | HBC Nantes                   | 35:30   | OTP Bank-Pick Szeged       | H Arena, Nantes Zuschauer: 5.629 Schiedsrichter: Gubica, Milosević |
| Do., 22. September 2022 18:45 Uhr | meiste Tore: Rivera Folch 10 | (17:15) | meiste Tore: Radivojević 9 | H Arena, Nantes Zuschauer: 5.629 Schiedsrichter: Gubica, Milosević |
| Do., 22. September 2022 18:45 Uhr | Bericht                      |         |                            | H Arena, Nantes Zuschauer: 5.629 Schiedsrichter: Gubica, Milosević |

| Do., 22. September 2022 20:45 Uhr | FC Barcelona            | 32:28   | Łomża Industria Kielce | Palau Blaugrana, Barcelona Zuschauer: 3.504 Schiedsrichter: Kurtagic, Wetterwik |
| Do., 22. September 2022 20:45 Uhr | meiste Tore: Fabregas 6 | (18:13) | meiste Tore: Moryto 6  | Palau Blaugrana, Barcelona Zuschauer: 3.504 Schiedsrichter: Kurtagic, Wetterwik |
| Do., 22. September 2022 20:45 Uhr | Bericht                 |         |                        | Palau Blaugrana, Barcelona Zuschauer: 3.504 Schiedsrichter: Kurtagic, Wetterwik |

| Mi., 28. September 2022 20:45 Uhr | Aalborg Håndbold                    | 28:30   | Łomża Industria Kielce | Sparekassen Danmark Arena, Aalborg Zuschauer: 4.752 Schiedsrichter: Schulze, Tönnies |
| Mi., 28. September 2022 20:45 Uhr | meiste Tore: Barthold, Sandell je 5 | (28:30) | meiste Tore: Moryto 6  | Sparekassen Danmark Arena, Aalborg Zuschauer: 4.752 Schiedsrichter: Schulze, Tönnies |
| Mi., 28. September 2022 20:45 Uhr | Bericht                             |         |                        | Sparekassen Danmark Arena, Aalborg Zuschauer: 4.752 Schiedsrichter: Schulze, Tönnies |

| Do., 28. September 2022 18:45 Uhr | THW Kiel              | 34:29   | OTP Bank-Pick Szeged | Wunderino Arena, Kiel Zuschauer: 5.316 Schiedsrichter: Brkić, Jusufhodžić |
| Do., 28. September 2022 18:45 Uhr | meiste Tore: Ekberg 6 | (15:14) | meiste Tore: Rosta 5 | Wunderino Arena, Kiel Zuschauer: 5.316 Schiedsrichter: Brkić, Jusufhodžić |
| Do., 28. September 2022 18:45 Uhr | Bericht               |         |                      | Wunderino Arena, Kiel Zuschauer: 5.316 Schiedsrichter: Brkić, Jusufhodžić |

| Do., 28. September 2022 20:45 Uhr | HBC Nantes           | 41:30   | Elverum Håndball    | H Arena, Nantes Zuschauer: 5.632 Schiedsrichter: F. Baumgart, S. Wild |
| Do., 28. September 2022 20:45 Uhr | meiste Tore: Minne 7 | (20:14) | meiste Tore: Awad 8 | H Arena, Nantes Zuschauer: 5.632 Schiedsrichter: F. Baumgart, S. Wild |
| Do., 28. September 2022 20:45 Uhr | Bericht              |         |                     | H Arena, Nantes Zuschauer: 5.632 Schiedsrichter: F. Baumgart, S. Wild |

| Do., 28. September 2022 20:45 Uhr | FC Barcelona        | 38:30   | RK Celje Pivovarna Laško | Palau Blaugrana, Barcelona Zuschauer: 1.508 Schiedsrichter: K. Erdogan, I. Özdeniz |
| Do., 28. September 2022 20:45 Uhr | meiste Tore: Mem 10 | (19:15) | meiste Tore: Vlah 7      | Palau Blaugrana, Barcelona Zuschauer: 1.508 Schiedsrichter: K. Erdogan, I. Özdeniz |
| Do., 28. September 2022 20:45 Uhr | Bericht             |         |                          | Palau Blaugrana, Barcelona Zuschauer: 1.508 Schiedsrichter: K. Erdogan, I. Özdeniz |

| Mi., 5. Oktober 2022 18:45 Uhr | RK Celje Pivovarna Laško | 24:35   | HBC Nantes           | Dvorana Zlatorog, Celje Zuschauer: 2.200 Schiedsrichter: I. Pavićević, M. Ražnatović |
| Mi., 5. Oktober 2022 18:45 Uhr | meiste Tore: Vlah 9      | (14:20) | meiste Tore: Minne 8 | Dvorana Zlatorog, Celje Zuschauer: 2.200 Schiedsrichter: I. Pavićević, M. Ražnatović |
| Mi., 5. Oktober 2022 18:45 Uhr | Bericht                  |         |                      | Dvorana Zlatorog, Celje Zuschauer: 2.200 Schiedsrichter: I. Pavićević, M. Ražnatović |

| Do., 6. Oktober 2022 18:45 Uhr | OTP Bank-Pick Szeged    | 29:41   | Aalborg Håndbold       | Pick Aréna, Szeged Zuschauer: 3.000 Schiedsrichter: C. Bonaventura, J. Bonaventura |
| Do., 6. Oktober 2022 18:45 Uhr | meiste Tore: Šoštarić 6 | (15:17) | meiste Tore: Hansen 12 | Pick Aréna, Szeged Zuschauer: 3.000 Schiedsrichter: C. Bonaventura, J. Bonaventura |
| Do., 6. Oktober 2022 18:45 Uhr | Bericht                 |         |                        | Pick Aréna, Szeged Zuschauer: 3.000 Schiedsrichter: C. Bonaventura, J. Bonaventura |

| Do., 6. Oktober 2022 18:45 Uhr | Elverum Håndball      | 30:46   | FC Barcelona             | Terningen Arena, Elverum Zuschauer: 6.742 Schiedsrichter: J. Kirkholm Madsen, H. Mortensen |
| Do., 6. Oktober 2022 18:45 Uhr | meiste Tore: Nilsen 7 | (15:23) | meiste Tore: N’Guessan 8 | Terningen Arena, Elverum Zuschauer: 6.742 Schiedsrichter: J. Kirkholm Madsen, H. Mortensen |
| Do., 6. Oktober 2022 18:45 Uhr | Bericht               |         |                          | Terningen Arena, Elverum Zuschauer: 6.742 Schiedsrichter: J. Kirkholm Madsen, H. Mortensen |

| Do., 6. Oktober 2022 20:45 Uhr | Łomża Industria Kielce                 | 40:37   | THW Kiel                 | Hala Legionów, Kielce Zuschauer: 4.200 Schiedsrichter: Gubica, Milosević |
| Do., 6. Oktober 2022 20:45 Uhr | meiste Tore: Sićko, D. Dujshebaev je 7 | (19:19) | meiste Tore: Johansson 9 | Hala Legionów, Kielce Zuschauer: 4.200 Schiedsrichter: Gubica, Milosević |
| Do., 6. Oktober 2022 20:45 Uhr | Bericht                                |         |                          | Hala Legionów, Kielce Zuschauer: 4.200 Schiedsrichter: Gubica, Milosević |

| Mi., 26. Oktober 2022 18:45 Uhr | OTP Bank-Pick Szeged              | 30:23   | Elverum Håndball        | Pick Aréna, Szeged Zuschauer: 4.000 Schiedsrichter: D. Accoto Martins, R. Accoto Martins |
| Mi., 26. Oktober 2022 18:45 Uhr | meiste Tore: Tønnesen, Rosta je 6 | (16:10) | meiste Tore: Blomgren 4 | Pick Aréna, Szeged Zuschauer: 4.000 Schiedsrichter: D. Accoto Martins, R. Accoto Martins |
| Mi., 26. Oktober 2022 18:45 Uhr | Bericht                           |         |                         | Pick Aréna, Szeged Zuschauer: 4.000 Schiedsrichter: D. Accoto Martins, R. Accoto Martins |

| Mi., 26. Oktober 2022 20:45 Uhr | Aalborg Håndbold       | 33:39   | FC Barcelona                 | Sparekassen Danmark Arena, Aalborg Zuschauer: 5.020 Schiedsrichter: D. Jurinovic, M. Mrvica |
| Mi., 26. Oktober 2022 20:45 Uhr | meiste Tore: Sandell 8 | (19:19) | meiste Tore: Gómez Abelló 11 | Sparekassen Danmark Arena, Aalborg Zuschauer: 5.020 Schiedsrichter: D. Jurinovic, M. Mrvica |
| Mi., 26. Oktober 2022 20:45 Uhr | Bericht                |         |                              | Sparekassen Danmark Arena, Aalborg Zuschauer: 5.020 Schiedsrichter: D. Jurinovic, M. Mrvica |

| Do., 27. Oktober 2022 18:45 Uhr | RK Celje Pivovarna Laško | 30:33   | Łomża Industria Kielce | Dvorana Zlatorog, Celje Zuschauer: 2.750 Schiedsrichter: C. Bonaventura, J. Bonaventura |
| Do., 27. Oktober 2022 18:45 Uhr | meiste Tore: Vlah 8      | (16:17) | meiste Tore: Sićko 8   | Dvorana Zlatorog, Celje Zuschauer: 2.750 Schiedsrichter: C. Bonaventura, J. Bonaventura |
| Do., 27. Oktober 2022 18:45 Uhr | Bericht                  |         |                        | Dvorana Zlatorog, Celje Zuschauer: 2.750 Schiedsrichter: C. Bonaventura, J. Bonaventura |

| Do., 27. Oktober 2022 20:45 Uhr | HBC Nantes                       | 38:30   | THW Kiel                 | H Arena, Nantes Zuschauer: 5.902 Schiedsrichter: S. Nikolov, G. Načevski |
| Do., 27. Oktober 2022 20:45 Uhr | meiste Tore: Odriozola Yeregui 7 | (20:15) | meiste Tore: Wallinius 6 | H Arena, Nantes Zuschauer: 5.902 Schiedsrichter: S. Nikolov, G. Načevski |
| Do., 27. Oktober 2022 20:45 Uhr | Bericht                          |         |                          | H Arena, Nantes Zuschauer: 5.902 Schiedsrichter: S. Nikolov, G. Načevski |

| Mi., 2. November 2022 18:45 Uhr | Elverum Håndball        | 31:29   | RK Celje Pivovarna Laško | Terningen Arena, Elverum Zuschauer: 1.432 Schiedsrichter: Marin, Garcia Serradilla |
| Mi., 2. November 2022 18:45 Uhr | meiste Tore: Grøndahl 8 | (17:14) | meiste Tore: Žabic 8     | Terningen Arena, Elverum Zuschauer: 1.432 Schiedsrichter: Marin, Garcia Serradilla |
| Mi., 2. November 2022 18:45 Uhr | Bericht                 |         |                          | Terningen Arena, Elverum Zuschauer: 1.432 Schiedsrichter: Marin, Garcia Serradilla |

| Mi., 2. November 2022 20:45 Uhr | THW Kiel                 | 36:36   | Aalborg Håndbold      | Wunderino Arena, Kiel Zuschauer: 6.727 Schiedsrichter: Horacek, Novotny |
| Mi., 2. November 2022 20:45 Uhr | meiste Tore: Johansson 9 | (17:16) | meiste Tore: Hansen 7 | Wunderino Arena, Kiel Zuschauer: 6.727 Schiedsrichter: Horacek, Novotny |
| Mi., 2. November 2022 20:45 Uhr | Bericht                  |         |                       | Wunderino Arena, Kiel Zuschauer: 6.727 Schiedsrichter: Horacek, Novotny |

| Do., 3. November 2022 20:45 Uhr | Łomża Industria Kielce          | 37:30   | OTP Bank-Pick Szeged           | Hala Legionów, Kielce Zuschauer: 4.200 Schiedsrichter: M. Hansen, J. Madsen |
| Do., 3. November 2022 20:45 Uhr | meiste Tore: Sićko, Moryto je 7 | (22:14) | meiste Tore: drei Spieler je 5 | Hala Legionów, Kielce Zuschauer: 4.200 Schiedsrichter: M. Hansen, J. Madsen |
| Do., 3. November 2022 20:45 Uhr | Bericht                         |         |                                | Hala Legionów, Kielce Zuschauer: 4.200 Schiedsrichter: M. Hansen, J. Madsen |

| Do., 3. November 2022 20:45 Uhr | FC Barcelona            | 34:29   | HBC Nantes           | Palau Blaugrana, Barcelona Zuschauer: 3.119 Schiedsrichter: Santos, Fonseca |
| Do., 3. November 2022 20:45 Uhr | meiste Tore: Fabregas 6 | (16:17) | meiste Tore: Briet 8 | Palau Blaugrana, Barcelona Zuschauer: 3.119 Schiedsrichter: Santos, Fonseca |
| Do., 3. November 2022 20:45 Uhr | Bericht                 |         |                      | Palau Blaugrana, Barcelona Zuschauer: 3.119 Schiedsrichter: Santos, Fonseca |

| Mi., 23. November 2022 18:45 Uhr | OTP Bank-Pick Szeged           | 36:27   | RK Celje Pivovarna Laško  | Pick Aréna, Szeged Zuschauer: 4.000 Schiedsrichter: Nikolov, Načevski |
| Mi., 23. November 2022 18:45 Uhr | meiste Tore: drei Spieler je 6 | (18:12) | meiste Tore: Martinovic 5 | Pick Aréna, Szeged Zuschauer: 4.000 Schiedsrichter: Nikolov, Načevski |
| Mi., 23. November 2022 18:45 Uhr | Bericht                        |         |                           | Pick Aréna, Szeged Zuschauer: 4.000 Schiedsrichter: Nikolov, Načevski |

| Mi., 23. November 2022 18:45 Uhr | Aalborg Håndbold        | 32:35   | HBC Nantes                  | Sparekassen Danmark Arena, Aalborg Zuschauer: 5.020 Schiedsrichter: Gubica, Milosević |
| Mi., 23. November 2022 18:45 Uhr | meiste Tore: Barthold 7 | (17:20) | meiste Tore: Rivera Folch 8 | Sparekassen Danmark Arena, Aalborg Zuschauer: 5.020 Schiedsrichter: Gubica, Milosević |
| Mi., 23. November 2022 18:45 Uhr | Bericht                 |         |                             | Sparekassen Danmark Arena, Aalborg Zuschauer: 5.020 Schiedsrichter: Gubica, Milosević |

| Do., 24. November 2022 18:45 Uhr | THW Kiel              | 30:30   | FC Barcelona                      | Wunderino Arena, Kiel Zuschauer: 9.421 Schiedsrichter: Mazeika, Gatelis |
| Do., 24. November 2022 18:45 Uhr | meiste Tore: Ekberg 9 | (14:18) | meiste Tore: Janc, N’Guessan je 5 | Wunderino Arena, Kiel Zuschauer: 9.421 Schiedsrichter: Mazeika, Gatelis |
| Do., 24. November 2022 18:45 Uhr | Bericht               |         |                                   | Wunderino Arena, Kiel Zuschauer: 9.421 Schiedsrichter: Mazeika, Gatelis |

| Do., 24. November 2022 20:45 Uhr | Łomża Industria Kielce   | 37:33   | Elverum Håndball      | Hala Legionów, Kielce Zuschauer: 4.000 Schiedsrichter: Sekulic, Jovandic |
| Do., 24. November 2022 20:45 Uhr | meiste Tore: Karaljok 10 | (21:17) | meiste Tore: Borzaš 6 | Hala Legionów, Kielce Zuschauer: 4.000 Schiedsrichter: Sekulic, Jovandic |
| Do., 24. November 2022 20:45 Uhr | Bericht                  |         |                       | Hala Legionów, Kielce Zuschauer: 4.000 Schiedsrichter: Sekulic, Jovandic |

| Mi., 30. November 2022 18:45 Uhr | RK Celje Pivovarna Laško          | 28:36   | OTP Bank-Pick Szeged            | Dvorana Zlatorog, Celje Zuschauer: 2.000 Schiedsrichter: Eliasson, Palsson |
| Mi., 30. November 2022 18:45 Uhr | meiste Tore: Strmljan, Cokan je 5 | (13:20) | meiste Tore: Bodó, Frimmel je 6 | Dvorana Zlatorog, Celje Zuschauer: 2.000 Schiedsrichter: Eliasson, Palsson |
| Mi., 30. November 2022 18:45 Uhr | Bericht                           |         |                                 | Dvorana Zlatorog, Celje Zuschauer: 2.000 Schiedsrichter: Eliasson, Palsson |

| Mi., 30. November 2022 18:45 Uhr | Elverum Håndball      | 26:27   | Łomża Industria Kielce       | Terningen Arena, Elverum Zuschauer: 1.610 Schiedsrichter: Pavićević, Ražnatović |
| Mi., 30. November 2022 18:45 Uhr | meiste Tore: Borzaš 6 | (13:14) | meiste Tore: A. Dujshebaev 6 | Terningen Arena, Elverum Zuschauer: 1.610 Schiedsrichter: Pavićević, Ražnatović |
| Mi., 30. November 2022 18:45 Uhr | Bericht               |         |                              | Terningen Arena, Elverum Zuschauer: 1.610 Schiedsrichter: Pavićević, Ražnatović |

| Mi., 30. November 2022 20:45 Uhr | FC Barcelona         | 26:24   | THW Kiel              | Palau Blaugrana, Barcelona Zuschauer: 4.636 Schiedsrichter: C. Bonaventura, J Bonaventura |
| Mi., 30. November 2022 20:45 Uhr | meiste Tore: Makuc 6 | (13:13) | meiste Tore: Ekberg 5 | Palau Blaugrana, Barcelona Zuschauer: 4.636 Schiedsrichter: C. Bonaventura, J Bonaventura |
| Mi., 30. November 2022 20:45 Uhr | Bericht              |         |                       | Palau Blaugrana, Barcelona Zuschauer: 4.636 Schiedsrichter: C. Bonaventura, J Bonaventura |

| Do., 1. Dezember 2022 20:45 Uhr | HBC Nantes                | 35:28   | Aalborg Håndbold              | H Arena, Nantes Zuschauer: 5.902 Schiedsrichter: Lah, Sok |
| Do., 1. Dezember 2022 20:45 Uhr | meiste Tore: Cavalcanti 6 | (18:12) | meiste Tore: Hoxer Hangaard 5 | H Arena, Nantes Zuschauer: 5.902 Schiedsrichter: Lah, Sok |
| Do., 1. Dezember 2022 20:45 Uhr | Bericht                   |         |                               | H Arena, Nantes Zuschauer: 5.902 Schiedsrichter: Lah, Sok |

| Mi., 7. Dezember 2022 18:45 Uhr | RK Celje Pivovarna Laško | 29:26   | Elverum Håndball        | Dvorana Zlatorog, Celje Zuschauer: 1.350 Schiedsrichter: Gubica, Milosevic |
| Mi., 7. Dezember 2022 18:45 Uhr | meiste Tore: Vlah 11     | (15:13) | meiste Tore: Blomgren 6 | Dvorana Zlatorog, Celje Zuschauer: 1.350 Schiedsrichter: Gubica, Milosevic |
| Mi., 7. Dezember 2022 18:45 Uhr | Bericht                  |         |                         | Dvorana Zlatorog, Celje Zuschauer: 1.350 Schiedsrichter: Gubica, Milosevic |

| Mi., 7. Dezember 2022 18:45 Uhr | OTP Bank-Pick Szeged  | 28:31   | Łomża Industria Kielce | Pick Aréna, Szeged Zuschauer: 6.500 Schiedsrichter: Erdogan, Özdeniz |
| Mi., 7. Dezember 2022 18:45 Uhr | meiste Tore: Bombač 6 | (13:16) | meiste Tore: Moryto 8  | Pick Aréna, Szeged Zuschauer: 6.500 Schiedsrichter: Erdogan, Özdeniz |
| Mi., 7. Dezember 2022 18:45 Uhr | Bericht               |         |                        | Pick Aréna, Szeged Zuschauer: 6.500 Schiedsrichter: Erdogan, Özdeniz |

| Do., 8. Dezember 2022 18:45 Uhr | THW Kiel              | 37:33   | HBC Nantes           | Wunderino Arena, Kiel Zuschauer: 6.204 Schiedsrichter: Kurtagic, Wetterwik |
| Do., 8. Dezember 2022 18:45 Uhr | meiste Tore: Bilyk 10 | (20:18) | meiste Tore: Briet 6 | Wunderino Arena, Kiel Zuschauer: 6.204 Schiedsrichter: Kurtagic, Wetterwik |
| Do., 8. Dezember 2022 18:45 Uhr | Bericht               |         |                      | Wunderino Arena, Kiel Zuschauer: 6.204 Schiedsrichter: Kurtagic, Wetterwik |

| Do., 8. Dezember 2022 20:45 Uhr | FC Barcelona       | 32:26   | Aalborg Håndbold     | Palau Blaugrana, Barcelona Zuschauer: 3.646 Schiedsrichter: Brunner, Salah |
| Do., 8. Dezember 2022 20:45 Uhr | meiste Tore: Mem 9 | (15:16) | meiste Tore: Claar 6 | Palau Blaugrana, Barcelona Zuschauer: 3.646 Schiedsrichter: Brunner, Salah |
| Do., 8. Dezember 2022 20:45 Uhr | Bericht            |         |                      | Palau Blaugrana, Barcelona Zuschauer: 3.646 Schiedsrichter: Brunner, Salah |

| Mi., 14. Dezember 2022 18:45 Uhr | Elverum Håndball        | 32:34   | OTP Bank-Pick Szeged                | Terningen Arena, Elverum Zuschauer: 1.626 Schiedsrichter: K. Gasmi, R. Gasmi |
| Mi., 14. Dezember 2022 18:45 Uhr | meiste Tore: Anderson 7 | (14:19) | meiste Tore: Šoštarić, Frimmel je 6 | Terningen Arena, Elverum Zuschauer: 1.626 Schiedsrichter: K. Gasmi, R. Gasmi |
| Mi., 14. Dezember 2022 18:45 Uhr | Bericht                 |         |                                     | Terningen Arena, Elverum Zuschauer: 1.626 Schiedsrichter: K. Gasmi, R. Gasmi |

| Do., 15. Dezember 2022 18:45 Uhr | Łomża Industria Kielce | 36:28   | RK Celje Pivovarna Laško | Hala Legionów, Kielce Zuschauer: 4.200 Schiedsrichter: D. Accoto Martins, R. Accoto Martins |
| Do., 15. Dezember 2022 18:45 Uhr | meiste Tore: Moryto 8  | (18:15) | meiste Tore: Ivanković 9 | Hala Legionów, Kielce Zuschauer: 4.200 Schiedsrichter: D. Accoto Martins, R. Accoto Martins |
| Do., 15. Dezember 2022 18:45 Uhr | Bericht                |         |                          | Hala Legionów, Kielce Zuschauer: 4.200 Schiedsrichter: D. Accoto Martins, R. Accoto Martins |

| Do., 15. Dezember 2022 20:45 Uhr | HBC Nantes                  | 33:37   | FC Barcelona            | H Arena, Nantes Zuschauer: 10.322 Schiedsrichter: Schulze, Tönnies |
| Do., 15. Dezember 2022 20:45 Uhr | meiste Tore: Rivera Folch 5 | (16:22) | meiste Tore: Fabregas 8 | H Arena, Nantes Zuschauer: 10.322 Schiedsrichter: Schulze, Tönnies |
| Do., 15. Dezember 2022 20:45 Uhr | Bericht                     |         |                         | H Arena, Nantes Zuschauer: 10.322 Schiedsrichter: Schulze, Tönnies |

| Do., 15. Dezember 2022 20:45 Uhr | Aalborg Håndbold        | 26:30   | THW Kiel               | Sparekassen Danmark Arena, Aalborg Zuschauer: 5.020 Schiedsrichter: Santos, Fonseca |
| Do., 15. Dezember 2022 20:45 Uhr | meiste Tore: Bjørnsen 8 | (14:16) | meiste Tore: Sagosen 6 | Sparekassen Danmark Arena, Aalborg Zuschauer: 5.020 Schiedsrichter: Santos, Fonseca |
| Do., 15. Dezember 2022 20:45 Uhr | Bericht                 |         |                        | Sparekassen Danmark Arena, Aalborg Zuschauer: 5.020 Schiedsrichter: Santos, Fonseca |

| Do., 9. Februar 2023 18:45 Uhr | THW Kiel              | 32:29   | Industria Kielce    | Wunderino Arena, Kiel Zuschauer: 7.774 Schiedsrichter: Eliasson, Palsson |
| Do., 9. Februar 2023 18:45 Uhr | meiste Tore: Ekberg 8 | (22:13) | meiste Tore: Nahi 6 | Wunderino Arena, Kiel Zuschauer: 7.774 Schiedsrichter: Eliasson, Palsson |
| Do., 9. Februar 2023 18:45 Uhr | Bericht               |         |                     | Wunderino Arena, Kiel Zuschauer: 7.774 Schiedsrichter: Eliasson, Palsson |

| Do., 9. Februar 2023 18:45 Uhr | Aalborg Håndbold        | 33:27   | OTP Bank-Pick Szeged   | Sparekassen Danmark Arena, Aalborg Zuschauer: 4.685 Schiedsrichter: Mazeika, Gatelis |
| Do., 9. Februar 2023 18:45 Uhr | meiste Tore: Barthold 8 | (15:11) | meiste Tore: Frimmel 6 | Sparekassen Danmark Arena, Aalborg Zuschauer: 4.685 Schiedsrichter: Mazeika, Gatelis |
| Do., 9. Februar 2023 18:45 Uhr | Bericht                 |         |                        | Sparekassen Danmark Arena, Aalborg Zuschauer: 4.685 Schiedsrichter: Mazeika, Gatelis |

| Do., 9. Februar 2023 20:45 Uhr | HBC Nantes           | 31:32   | RK Celje Pivovarna Laško | H Arena, Nantes Zuschauer: 5.902 Schiedsrichter: I. Covalciuc, A. Covalciuc |
| Do., 9. Februar 2023 20:45 Uhr | meiste Tore: Minne 8 | (15:17) | meiste Tore: Vlah 7      | H Arena, Nantes Zuschauer: 5.902 Schiedsrichter: I. Covalciuc, A. Covalciuc |
| Do., 9. Februar 2023 20:45 Uhr | Bericht              |         |                          | H Arena, Nantes Zuschauer: 5.902 Schiedsrichter: I. Covalciuc, A. Covalciuc |

| Do., 9. Februar 2023 20:45 Uhr | FC Barcelona         | 40:30   | Elverum Håndball               | Palau Blaugrana, Barcelona Zuschauer: 1.872 Schiedsrichter: Merz, Kuttler |
| Do., 9. Februar 2023 20:45 Uhr | meiste Tore: Frade 7 | (19:12) | meiste Tore: drei Spieler je 5 | Palau Blaugrana, Barcelona Zuschauer: 1.872 Schiedsrichter: Merz, Kuttler |
| Do., 9. Februar 2023 20:45 Uhr | Bericht              |         |                                | Palau Blaugrana, Barcelona Zuschauer: 1.872 Schiedsrichter: Merz, Kuttler |

| Mi., 15. Februar 2023 18:45 Uhr | RK Celje Pivovarna Laško | 27:28   | FC Barcelona                 | Dvorana Zlatorog, Celje Zuschauer: 5.207 Schiedsrichter: Brkić, Jusufhodžić |
| Mi., 15. Februar 2023 18:45 Uhr | meiste Tore: Marguč 8    | (15:12) | meiste Tore: Mem, Wanne je 5 | Dvorana Zlatorog, Celje Zuschauer: 5.207 Schiedsrichter: Brkić, Jusufhodžić |
| Mi., 15. Februar 2023 18:45 Uhr | Bericht                  |         |                              | Dvorana Zlatorog, Celje Zuschauer: 5.207 Schiedsrichter: Brkić, Jusufhodžić |

| Mi., 15. Februar 2023 18:45 Uhr | Industria Kielce      | 33:28   | Aalborg Håndbold                    | Hala Legionów, Kielce Zuschauer: 4.200 Schiedsrichter: Nikolov, Načevski |
| Mi., 15. Februar 2023 18:45 Uhr | meiste Tore: Moryto 6 | (15:15) | meiste Tore: Barthold, Sandell je 6 | Hala Legionów, Kielce Zuschauer: 4.200 Schiedsrichter: Nikolov, Načevski |
| Mi., 15. Februar 2023 18:45 Uhr | Bericht               |         |                                     | Hala Legionów, Kielce Zuschauer: 4.200 Schiedsrichter: Nikolov, Načevski |

| Mi., 15. Februar 2023 18:45 Uhr | Elverum Håndball        | 36:42   | HBC Nantes                            | Terningen Arena, Elverum Zuschauer: 1.553 Schiedsrichter: Hansen, Madsen |
| Mi., 15. Februar 2023 18:45 Uhr | meiste Tore: Grøndahl 9 | (18:21) | meiste Tore: Marchán, Cavalcanti je 7 | Terningen Arena, Elverum Zuschauer: 1.553 Schiedsrichter: Hansen, Madsen |
| Mi., 15. Februar 2023 18:45 Uhr | Bericht                 |         |                                       | Terningen Arena, Elverum Zuschauer: 1.553 Schiedsrichter: Hansen, Madsen |

| Do., 16. Februar 2023 18:45 Uhr | OTP Bank-Pick Szeged      | 36:33   | THW Kiel               | Pick Aréna, Szeged Zuschauer: 7.135 Schiedsrichter: Marin, Garcia Serradilla |
| Do., 16. Februar 2023 18:45 Uhr | meiste Tore: Garciandia 6 | (14:17) | meiste Tore: Sagosen 7 | Pick Aréna, Szeged Zuschauer: 7.135 Schiedsrichter: Marin, Garcia Serradilla |
| Do., 16. Februar 2023 18:45 Uhr | Bericht                   |         |                        | Pick Aréna, Szeged Zuschauer: 7.135 Schiedsrichter: Marin, Garcia Serradilla |

| Mi., 22. Februar 2023 18:45 Uhr | THW Kiel                 | 39:27   | RK Celje Pivovarna Laško       | Wunderino Arena, Kiel Zuschauer: 7.803 Schiedsrichter: Stark, Stefan |
| Mi., 22. Februar 2023 18:45 Uhr | meiste Tore: M. Landin 9 | (17:15) | meiste Tore: drei Spieler je 5 | Wunderino Arena, Kiel Zuschauer: 7.803 Schiedsrichter: Stark, Stefan |
| Mi., 22. Februar 2023 18:45 Uhr | Bericht                  |         |                                | Wunderino Arena, Kiel Zuschauer: 7.803 Schiedsrichter: Stark, Stefan |

| Mi., 22. Februar 2023 18:45 Uhr | Aalborg Håndbold     | 31:24   | Elverum Håndball        | Sparekassen Danmark Arena, Aalborg Zuschauer: 4.830 Schiedsrichter: Álvarez, Bustamante |
| Mi., 22. Februar 2023 18:45 Uhr | meiste Tore: Claar 6 | (17:12) | meiste Tore: Blomgren 6 | Sparekassen Danmark Arena, Aalborg Zuschauer: 4.830 Schiedsrichter: Álvarez, Bustamante |
| Mi., 22. Februar 2023 18:45 Uhr | Bericht              |         |                         | Sparekassen Danmark Arena, Aalborg Zuschauer: 4.830 Schiedsrichter: Álvarez, Bustamante |

| Mi., 22. Februar 2023 20:45 Uhr | FC Barcelona                   | 35:25   | OTP Bank-Pick Szeged | Palau Blaugrana, Barcelona Zuschauer: 2.480 Schiedsrichter: Horacek, Novotny |
| Mi., 22. Februar 2023 20:45 Uhr | meiste Tore: drei Spieler je 5 | (20:10) | meiste Tore: Rosta 5 | Palau Blaugrana, Barcelona Zuschauer: 2.480 Schiedsrichter: Horacek, Novotny |
| Mi., 22. Februar 2023 20:45 Uhr | Bericht                        |         |                      | Palau Blaugrana, Barcelona Zuschauer: 2.480 Schiedsrichter: Horacek, Novotny |

| Do., 23. Februar 2023 20:45 Uhr | HBC Nantes                  | 30:33   | Industria Kielce                | H Arena, Nantes Zuschauer: 5.902 Schiedsrichter: Cacador, Nicolau |
| Do., 23. Februar 2023 20:45 Uhr | meiste Tore: Rivera Folch 7 | (14:17) | meiste Tore: Sićko, Moryto je 6 | H Arena, Nantes Zuschauer: 5.902 Schiedsrichter: Cacador, Nicolau |
| Do., 23. Februar 2023 20:45 Uhr | Bericht                     |         |                                 | H Arena, Nantes Zuschauer: 5.902 Schiedsrichter: Cacador, Nicolau |

| Mi., 1. März 2023 18:45 Uhr | RK Celje Pivovarna Laško       | 31:34   | Aalborg Håndbold           | Dvorana Zlatorog, Celje Zuschauer: 2.000 Schiedsrichter: K. Gasmi, R. Gasmi |
| Mi., 1. März 2023 18:45 Uhr | meiste Tore: drei Spieler je 5 | (15:19) | meiste Tore: Pálmarsson 10 | Dvorana Zlatorog, Celje Zuschauer: 2.000 Schiedsrichter: K. Gasmi, R. Gasmi |
| Mi., 1. März 2023 18:45 Uhr | Bericht                        |         |                            | Dvorana Zlatorog, Celje Zuschauer: 2.000 Schiedsrichter: K. Gasmi, R. Gasmi |

| Mi., 1. März 2023 18:45 Uhr | OTP Bank-Pick Szeged | 28:28   | HBC Nantes             | Pick Aréna, Szeged Zuschauer: 5.042 Schiedsrichter: Jorum, Kleven |
| Mi., 1. März 2023 18:45 Uhr | meiste Tore: Rosta 7 | (13:15) | meiste Tore: Portela 5 | Pick Aréna, Szeged Zuschauer: 5.042 Schiedsrichter: Jorum, Kleven |
| Mi., 1. März 2023 18:45 Uhr | Bericht              |         |                        | Pick Aréna, Szeged Zuschauer: 5.042 Schiedsrichter: Jorum, Kleven |

| Mi., 1. März 2023 18:45 Uhr | Elverum Håndball        | 26:26   | THW Kiel                       | Terningen Arena, Elverum Zuschauer: 2.130 Schiedsrichter: D. Accoto Martins, R. Accoto |
| Mi., 1. März 2023 18:45 Uhr | meiste Tore: Grøndahl 6 | (11:12) | meiste Tore: fünf Spieler je 3 | Terningen Arena, Elverum Zuschauer: 2.130 Schiedsrichter: D. Accoto Martins, R. Accoto |
| Mi., 1. März 2023 18:45 Uhr | Bericht                 |         |                                | Terningen Arena, Elverum Zuschauer: 2.130 Schiedsrichter: D. Accoto Martins, R. Accoto |

| Do., 2. März 2023 18:45 Uhr | Industria Kielce      | 31:32   | FC Barcelona             | Hala Legionów, Kielce Zuschauer: 4.200 Schiedsrichter: Biro, Kiss |
| Do., 2. März 2023 18:45 Uhr | meiste Tore: Moryto 8 | (12:13) | meiste Tore: N’Guessan 6 | Hala Legionów, Kielce Zuschauer: 4.200 Schiedsrichter: Biro, Kiss |
| Do., 2. März 2023 18:45 Uhr | Bericht               |         |                          | Hala Legionów, Kielce Zuschauer: 4.200 Schiedsrichter: Biro, Kiss |

### Play-off-Spiele
In den Play-off-Spielen traten die Teams, die die Gruppenphase auf den Plätzen 3 bis 6 beendeten, in Hin- und Rückspiel gegen ein Team der jeweils anderen Gruppe an.
Die Play-off-Spiele wurden vom 22. bis 30. März 2023 ausgetragen.
| Mi., 22. März 2023 18:45 Uhr | OTP Bank-Pick Szeged       | 23:36  | Telekom Veszprém       | Pick Aréna, Szeged Zuschauer: 7.700 Schiedsrichter: Eliasson, Palsson |
| Mi., 22. März 2023 18:45 Uhr | meiste Tore: Radivojević 6 | (7:20) | meiste Tore: Marguč 11 | Pick Aréna, Szeged Zuschauer: 7.700 Schiedsrichter: Eliasson, Palsson |
| Mi., 22. März 2023 18:45 Uhr | Bericht                    |        |                        | Pick Aréna, Szeged Zuschauer: 7.700 Schiedsrichter: Eliasson, Palsson |

| Do., 30. März 2023 20:45 Uhr | Telekom Veszprém             | 38:33   | OTP Bank-Pick Szeged       | Veszprém Aréna, Veszprém Zuschauer: 5.000 Schiedsrichter: C. Bonaventura, J. Bonaventura |
| Do., 30. März 2023 20:45 Uhr | meiste Tore: Lauge Schmidt 9 | (17:16) | meiste Tore: Garciandia 10 | Veszprém Aréna, Veszprém Zuschauer: 5.000 Schiedsrichter: C. Bonaventura, J. Bonaventura |
| Do., 30. März 2023 20:45 Uhr | Bericht                      |         |                            | Veszprém Aréna, Veszprém Zuschauer: 5.000 Schiedsrichter: C. Bonaventura, J. Bonaventura |

| Mi., 22. März 2023 20:45 Uhr | Orlen Wisła Płock                   | 32:32   | HBC Nantes                   | ORLEN Arena, Płock Zuschauer: 4.500 Schiedsrichter: Nikolov, Načevski |
| Mi., 22. März 2023 20:45 Uhr | meiste Tore: Lučin, Schitnikow je 6 | (14:18) | meiste Tore: Rivera Folch 10 | ORLEN Arena, Płock Zuschauer: 4.500 Schiedsrichter: Nikolov, Načevski |
| Mi., 22. März 2023 20:45 Uhr | Bericht                             |         |                              | ORLEN Arena, Płock Zuschauer: 4.500 Schiedsrichter: Nikolov, Načevski |

| Mi., 29. März 2023 20:45 Uhr | HBC Nantes           | 29:30 n. S.      | Orlen Wisła Płock                   | H Arena, Nantes Zuschauer: 5.902 Schiedsrichter: Kurtagic, Wetterwik |
| Mi., 29. März 2023 20:45 Uhr | meiste Tore: Minne 9 | (14:11), (25:25) | meiste Tore: Lučin, Kossorotow je 5 | H Arena, Nantes Zuschauer: 5.902 Schiedsrichter: Kurtagic, Wetterwik |
| Mi., 29. März 2023 20:45 Uhr | Bericht              |                  |                                     | H Arena, Nantes Zuschauer: 5.902 Schiedsrichter: Kurtagic, Wetterwik |

| Do., 23. März 2023 18:45 Uhr | Aalborg Håndbold    | 30:28   | GOG                               | Sparekassen Danmark Arena, Aalborg Zuschauer: 5.020 Schiedsrichter: A. Konjicanin, D. Konjicanin |
| Do., 23. März 2023 18:45 Uhr | meiste Tore: Munk 6 | (16:12) | meiste Tore: Pytlick, Madsen je 9 | Sparekassen Danmark Arena, Aalborg Zuschauer: 5.020 Schiedsrichter: A. Konjicanin, D. Konjicanin |
| Do., 23. März 2023 18:45 Uhr | Bericht             |         |                                   | Sparekassen Danmark Arena, Aalborg Zuschauer: 5.020 Schiedsrichter: A. Konjicanin, D. Konjicanin |

| Do., 30. März 2023 20:45 Uhr | GOG                    | 32:24   | Aalborg Håndbold     | Jyske Bank Arena, Odense Zuschauer: 4.000 Schiedsrichter: Jorum, Kleven |
| Do., 30. März 2023 20:45 Uhr | meiste Tore: Pytlick 8 | (15:11) | meiste Tore: Claar 7 | Jyske Bank Arena, Odense Zuschauer: 4.000 Schiedsrichter: Jorum, Kleven |
| Do., 30. März 2023 20:45 Uhr | Bericht                |         |                      | Jyske Bank Arena, Odense Zuschauer: 4.000 Schiedsrichter: Jorum, Kleven |

| Mi., 22. März 2023 18:45 Uhr | CS Dinamo Bukarest                | 28:41   | THW Kiel                       | Sala Polivalentă, Bukarest Zuschauer: 4.503 Schiedsrichter: Horacek, Novotny |
| Mi., 22. März 2023 18:45 Uhr | meiste Tore: Kašpárek, Kuduz je 6 | (11:19) | meiste Tore: drei Spieler je 6 | Sala Polivalentă, Bukarest Zuschauer: 4.503 Schiedsrichter: Horacek, Novotny |
| Mi., 22. März 2023 18:45 Uhr | Bericht                           |         |                                | Sala Polivalentă, Bukarest Zuschauer: 4.503 Schiedsrichter: Horacek, Novotny |

| Mi., 29. März 2023 18:45 Uhr | THW Kiel              | 31:32   | CS Dinamo Bukarest   | Wunderino Arena, Kiel Zuschauer: 5.621 Schiedsrichter: Jurinovic, Mrvica |
| Mi., 29. März 2023 18:45 Uhr | meiste Tore: Ekberg 9 | (16:17) | meiste Tore: Kuduz 5 | Wunderino Arena, Kiel Zuschauer: 5.621 Schiedsrichter: Jurinovic, Mrvica |
| Mi., 29. März 2023 18:45 Uhr | Bericht               |         |                      | Wunderino Arena, Kiel Zuschauer: 5.621 Schiedsrichter: Jurinovic, Mrvica |

### Viertelfinale
Im Viertelfinale traten die Siegerteams der Play-off-Spiele in Hin- und Rückspiel jeweils gegen ein Team an, das die Gruppenphase auf den Plätzen 1 oder 2 beendet hatte.
Die Viertelfinalspiele wurden vom 10. bis 18. Mai 2023 ausgetragen.
| Mi., 10. Mai 2023 20:45 Uhr | THW Kiel               | 27:31   | Paris Saint-Germain            | Wunderino Arena, Kiel Zuschauer: 9.821 Schiedsrichter: Mazeika, Gatelis |
| Mi., 10. Mai 2023 20:45 Uhr | meiste Tore: Sagosen 9 | (12:13) | meiste Tore: drei Spieler je 6 | Wunderino Arena, Kiel Zuschauer: 9.821 Schiedsrichter: Mazeika, Gatelis |
| Mi., 10. Mai 2023 20:45 Uhr | Bericht                |         |                                | Wunderino Arena, Kiel Zuschauer: 9.821 Schiedsrichter: Mazeika, Gatelis |

| Mi., 17. Mai 2023 20:45 Uhr | Paris Saint-Germain       | 32:29   | THW Kiel              | Stade Pierre de Coubertin, Paris Zuschauer: 3.185 Schiedsrichter: Hansen, Madsen |
| Mi., 17. Mai 2023 20:45 Uhr | meiste Tore: Krištopāns 6 | (17:15) | meiste Tore: Øverby 5 | Stade Pierre de Coubertin, Paris Zuschauer: 3.185 Schiedsrichter: Hansen, Madsen |
| Mi., 17. Mai 2023 20:45 Uhr | Bericht                   |         |                       | Stade Pierre de Coubertin, Paris Zuschauer: 3.185 Schiedsrichter: Hansen, Madsen |

| Do., 11. Mai 2023 20:45 Uhr | GOG                   | 30:37   | FC Barcelona           | Jyske Bank Arena, Odense Zuschauer: 4.000 Schiedsrichter: Brunner, Salah |
| Do., 11. Mai 2023 20:45 Uhr | meiste Tore: Madsen 9 | (15:19) | meiste Tore: Cindrić 9 | Jyske Bank Arena, Odense Zuschauer: 4.000 Schiedsrichter: Brunner, Salah |
| Do., 11. Mai 2023 20:45 Uhr | Bericht               |         |                        | Jyske Bank Arena, Odense Zuschauer: 4.000 Schiedsrichter: Brunner, Salah |

| Do., 18. Mai 2023 20:45 Uhr | FC Barcelona         | 36:31   | GOG                   | Palau Blaugrana, Barcelona Zuschauer: 4.000 Schiedsrichter: Schulze, Tönnies |
| Do., 18. Mai 2023 20:45 Uhr | meiste Tore: Frade 6 | (20:13) | meiste Tore: Madsen 5 | Palau Blaugrana, Barcelona Zuschauer: 4.000 Schiedsrichter: Schulze, Tönnies |
| Do., 18. Mai 2023 20:45 Uhr | Bericht              |         |                       | Palau Blaugrana, Barcelona Zuschauer: 4.000 Schiedsrichter: Schulze, Tönnies |

| Mi., 10. Mai 2023 18:45 Uhr | Orlen Wisła Płock                   | 22:22  | SC Magdeburg            | ORLEN Arena, Płock Zuschauer: 5.460 Schiedsrichter: Gubica, Milosević |
| Mi., 10. Mai 2023 18:45 Uhr | meiste Tore: Mihić, Kossorotow je 4 | (9:12) | meiste Tore: Damgaard 8 | ORLEN Arena, Płock Zuschauer: 5.460 Schiedsrichter: Gubica, Milosević |
| Mi., 10. Mai 2023 18:45 Uhr | Bericht                             |        |                         | ORLEN Arena, Płock Zuschauer: 5.460 Schiedsrichter: Gubica, Milosević |

| Mi., 17. Mai 2023 18:45 Uhr | SC Magdeburg          | 30:28   | Orlen Wisła Płock         | GETEC Arena, Magdeburg Zuschauer: 6.300 Schiedsrichter: Pavićević, Ražnatović |
| Mi., 17. Mai 2023 18:45 Uhr | meiste Tore: Smits 14 | (13:13) | meiste Tore: Kossorotow 8 | GETEC Arena, Magdeburg Zuschauer: 6.300 Schiedsrichter: Pavićević, Ražnatović |
| Mi., 17. Mai 2023 18:45 Uhr | Bericht               |         |                           | GETEC Arena, Magdeburg Zuschauer: 6.300 Schiedsrichter: Pavićević, Ražnatović |

| Do., 11. Mai 2023 18:45 Uhr | Telekom Veszprém                   | 29:29   | Industria Kielce             | Veszprém Aréna, Veszprém Zuschauer: 5.221 Schiedsrichter: Marin, Garcia Serradilla |
| Do., 11. Mai 2023 18:45 Uhr | meiste Tore: El-Deraa, Štrlek je 6 | (13:16) | meiste Tore: A. Dujshebaev 6 | Veszprém Aréna, Veszprém Zuschauer: 5.221 Schiedsrichter: Marin, Garcia Serradilla |
| Do., 11. Mai 2023 18:45 Uhr | Bericht                            |         |                              | Veszprém Aréna, Veszprém Zuschauer: 5.221 Schiedsrichter: Marin, Garcia Serradilla |

| Do., 18. Mai 2023 18:45 Uhr | Industria Kielce                       | 31:27   | Telekom Veszprém      | Hala Legionów, Kielce Zuschauer: 4.200 Schiedsrichter: Lah, Sok |
| Do., 18. Mai 2023 18:45 Uhr | meiste Tore: Sićko, A. Dujshebaev je 6 | (18:12) | meiste Tore: Remili 7 | Hala Legionów, Kielce Zuschauer: 4.200 Schiedsrichter: Lah, Sok |
| Do., 18. Mai 2023 18:45 Uhr | Bericht                                |         |                       | Hala Legionów, Kielce Zuschauer: 4.200 Schiedsrichter: Lah, Sok |

### Truckscout24 EHF Final4
Das Truckscout24 EHF Final4 wurde im K.-o.-System am Wochenende 17./18. Juni 2023 in der Lanxess Arena in Köln ausgetragen.

#### Halbfinale
| Sa., 17. Juni 2023 15:15 Uhr | SC Magdeburg              | 40:39 n. S.                    | FC Barcelona                      | Lanxess Arena Zuschauer: 19.450 Schiedsrichter: Jónas Elíasson, Anton Pálsson |
| Sa., 17. Juni 2023 15:15 Uhr | meiste Tore: Kay Smits 12 | (16:18), (31:31), (38:38), (–) | meiste Tore: Timothey N’Guessan 9 | Lanxess Arena Zuschauer: 19.450 Schiedsrichter: Jónas Elíasson, Anton Pálsson |
| Sa., 17. Juni 2023 15:15 Uhr | Bericht                   |                                |                                   | Lanxess Arena Zuschauer: 19.450 Schiedsrichter: Jónas Elíasson, Anton Pálsson |

| Sa., 17. Juni 2023 18:00 Uhr | Paris Saint-Germain       | 24:25   | Barlinek Industria Kielce      | Lanxess Arena Zuschauer: 19.750 Schiedsrichter: Václav Horáček, Jiří Novotný |
| Sa., 17. Juni 2023 18:00 Uhr | meiste Tore: Luc Steins 6 | (14:16) | meiste Tore: Alex Dujshebaev 6 | Lanxess Arena Zuschauer: 19.750 Schiedsrichter: Václav Horáček, Jiří Novotný |
| Sa., 17. Juni 2023 18:00 Uhr | Bericht                   |         |                                | Lanxess Arena Zuschauer: 19.750 Schiedsrichter: Václav Horáček, Jiří Novotný |

#### Spiel um Platz 3
| So., 18. Juni 2023 15:15 Uhr | Paris Saint-Germain                | 31:37   | FC Barcelona             | Lanxess Arena Zuschauer: 19.250 Schiedsrichter: Lars Jørum, Håvard Kleven |
| So., 18. Juni 2023 15:15 Uhr | meiste Tore: N’Tanzi, Syprzak je 7 | (13:22) | meiste Tore: Blaž Janc 7 | Lanxess Arena Zuschauer: 19.250 Schiedsrichter: Lars Jørum, Håvard Kleven |
| So., 18. Juni 2023 15:15 Uhr | Bericht                            |         |                          | Lanxess Arena Zuschauer: 19.250 Schiedsrichter: Lars Jørum, Håvard Kleven |

#### Finale
| So., 18. Juni 2023 18:00 Uhr | SC Magdeburg             | 30:29 n. V.      | Barlinek Industria Kielce      | Lanxess Arena Zuschauer: 19.250 Schiedsrichter: Bojan Lah, David Sok |
| So., 18. Juni 2023 18:00 Uhr | meiste Tore: Kay Smits 8 | (13:15), (26:26) | meiste Tore: Alex Dujshebaev 8 | Lanxess Arena Zuschauer: 19.250 Schiedsrichter: Bojan Lah, David Sok |
| So., 18. Juni 2023 18:00 Uhr | Bericht                  |                  |                                | Lanxess Arena Zuschauer: 19.250 Schiedsrichter: Bojan Lah, David Sok |

Besonderes Vorkommnis: Aufgrund eines medizinischen Notfalls auf der Tribüne wurde das Finale in der 48. Spielminute für 13 Minuten unterbrochen. Ein 51-jähriger polnischer Journalist starb trotz unverzüglicher medizinischer Betreuung noch am Abend in einem Kölner Krankenhaus.

## Torschützenliste
| Rang | Spieler                    | Verein                    | Tore |
| ---- | -------------------------- | ------------------------- | ---- |
| 01   | Emil Wernsdorf Madsen      | GOG                       | 107  |
| 02   | Kamil Syprzak              | Paris Saint-Germain       | 103  |
| 03   | Arkadiusz Moryto           | Barlinek Industria Kielce | 100  |
| 04   | Kay Smits                  | SC Magdeburg              | 98   |
| 05   | Simon Pytlick              | GOG                       | 94   |
| 06   | Aleks Vlah                 | RK Celje Pivovarna Laško  | 88   |
| 07   | Gísli Þorgeir Kristjánsson | SC Magdeburg              | 87   |
| 07   | Dika Mem                   | Barça                     | 87   |
| 09   | Elohim Prandi              | Paris Saint-Germain       | 86   |
| 10   | Lukas Lindhard Jørgensen   | GOG                       | 84   |
| 10   | Dainis Krištopāns          | Paris Saint-Germain       | 84   |
| 10   | Rasmus Lauge               | Telekom Veszprém          | 84   |